# Brekkestø
Brekkestø est un village côtier situé sur l'île de Justøy, en Norvège. Il fait partie de la commune de Lillesand, dans le comté d'Agder (Sørlandet).